# 451 Patientia
451 Patientia (phát âm /pætiˈɛntʃiə/ PAT-ee-EN-chee-ə) là một tiểu hành tinh lớn ở vành đai chính, với đường kính là 225 km. Nó do Auguste Charlois phát hiện ngày 4.12.1899 ở Nice và được đặt theo tên tiếng Latinh Patientia nghĩa là sự kiên nhẫn.